# Veratrum dahuricum
Veratrum dahuricum är en nysrotsväxtart som först beskrevs av Porphir Kiril Nicolai Stepanowitsch Turczaninow, och fick sitt nu gällande namn av Otto Loesener. Veratrum dahuricum ingår i släktet nysrötter, och familjen nysrotsväxter. Inga underarter finns listade.